# Synema batarasa
Synema batarasa es una especie de araña del género Synema, familia Thomisidae.

## Distribución
Esta especie se encuentra en Filipinas.

## Taxonomía
Fue descrita por Barrion & Litsinger en 1995.
Tratamiento taxonómico
La especie aparece registrada y publicada en Riceland spiders of South and Southeast Asia. CAB International, Wallingford, UK 700 pp., 16 pls.